# Actiecomité voor Europese Democratie

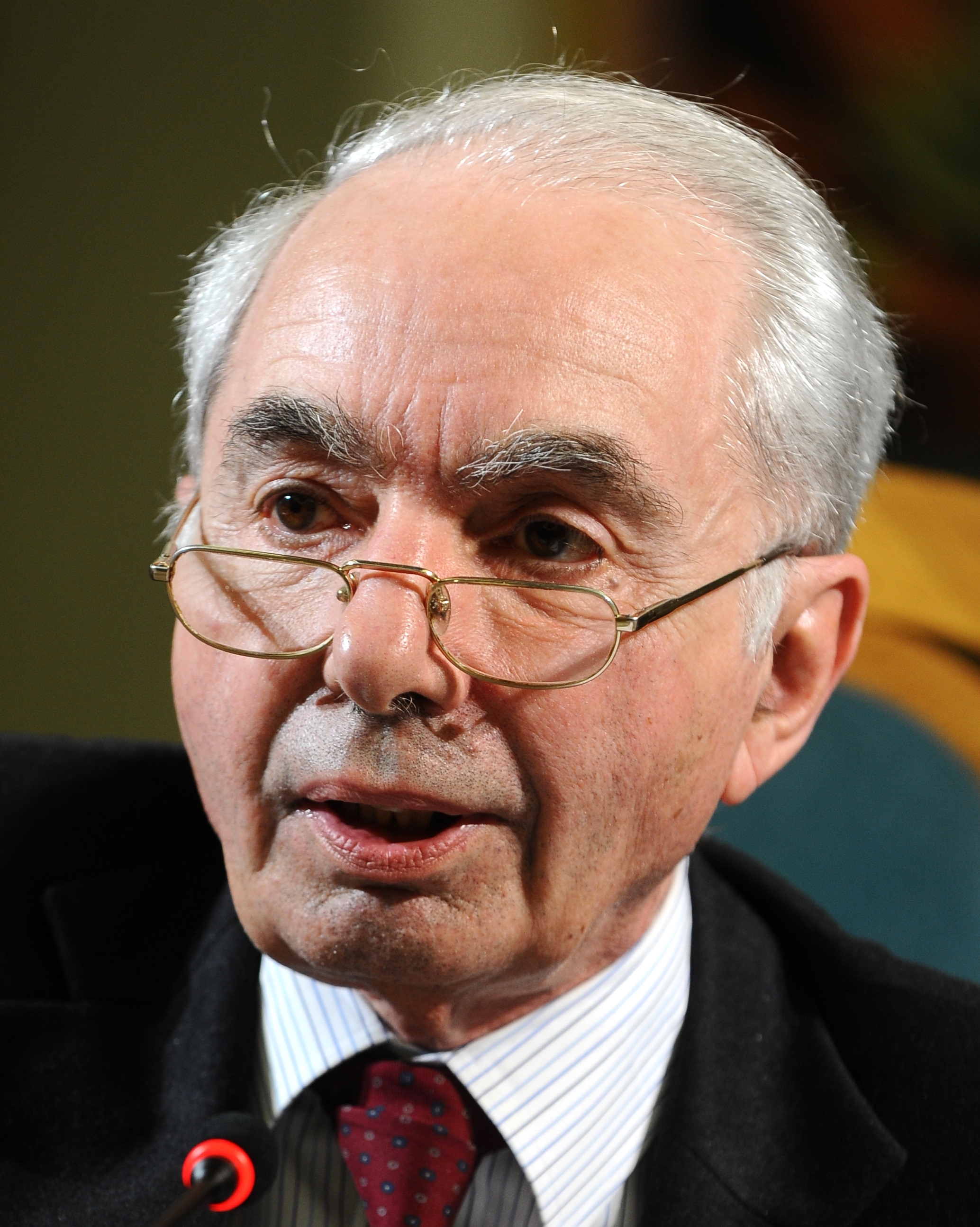
Giuliano Amato, voormalig Eerste minister van Italië en leider van het Actiecomité voor Europese Democratie.

De Amato-groep, officieel het Actiecomité voor Europese Democratie (ACED) was een groep van wijzen die werkten aan een herziening van het Verdrag tot vaststelling van een Grondwet voor Europa, dat in referenda werd afgewezen door de Franse en Nederlandse kiezers. De groep werd gesteund door de commissie-Barroso I, die twee vertegenwoordigers leverde. De groep werd geleid door Giuliano Amato, een voormalige Eerste minister van Italië die tevens de vicevoorzitter was van de oorspronkelijke Conventie over de Toekomst van Europa.

## Leden
De groep bestond uit 16 leden uit verschillende lidstaten van de Europese Unie, inclusief twee huidige leden van de Europese Commissie.
| Naam                   | Lidstaat            | Reden voor opname                                                                        |
| ---------------------- | ------------------- | ---------------------------------------------------------------------------------------- |
| Giuliano Amato         | Italië              | Voormalig eerste minister van Italië en vicevoorzitter van de Europese Conventie         |
| Michel Barnier         | Frankrijk           | Voormalig minister van Buitenlandse Zaken van Frankrijk en lid van de Europese Commissie |
| Stefan Collignon       | Duitsland           | Hoogleraar en politiek econoom                                                           |
| Jean-Luc Dehaene       | België              | Voormalige eerste minister van België en vicevoorzitter van de Europese Conventie        |
| Danuta Hübner          | Polen               | Huidig Europees commissaris voor regionaal beleid                                        |
| Sandra Kalniete        | Letland             | Voormalige Europees commissaris uit Letland                                              |
| Wim Kok                | Nederland           | Voormalige minister-president van Nederland                                              |
| Paavo Lipponen         | Finland             | Voormalige eerste minister van Finland                                                   |
| János Martonyi         | Hongarije           | Voormalige minister van Buitenlandse Zaken van Hongarije                                 |
| Inigo Mendez de Vigo   | Spanje              | Lid van het Europees Parlement                                                           |
| Chris Patten           | Verenigd Koninkrijk | Britse lord en voormalig Europees commissaris                                            |
| Otto Schily            | Duitsland           | Voormalige minister van Binnenlandse Zaken van Duitsland                                 |
| Costas Simitis         | Griekenland         | Voormalige eerste minister van Griekenland                                               |
| Dominique Strauss-Kahn | Frankrijk           | Voormalige minister van Economie van Frankrijk                                           |
| António Vitorino       | Portugal            | Voormalige Europees commissaris van Portugal                                             |
| Margot Wallström       | Zweden              | Huidige eerste vicevoorzitter van de Europese commissie                                  |

## Resultaat
Op 4 juni 2007 stelde de groep de vernieuwde tekst voor, opgesteld in het Frans. De nieuwe tekst bestaat uit 12.800 woorden, opgedeeld in 70 artikelen, waardoor het in omvang 5 maal kleiner is dan het oorspronkelijke Verdrag tot vaststelling van een Grondwet voor Europa, dat bestond uit 63.000 woorden verdeeld over 448 artikelen.

### Structuur van het nieuwe verdrag
Het nieuwe verdrag zou niet alle regelingen omvatten in één enkel document, zoals bij de Grondwet het geval zou zijn, maar zou eerder:
- Het Verdrag betreffende de Europese Unie (het Verdrag van Maastricht) vervangen door de tekst van het nieuwe verdrag, dat in grote lijnen overeenkomt het Deel I en Deel IV van de Europese Grondwet. De negen titels onder Deel I van de Europese Grondwet worden letterlijk overgenomen als titels I tot en met IX in het nieuwe Verdrag betreffende de Europese Unie, op drie uitzonderingen na (cf. Infra). Titel X is een nieuwe titel, die twee korte artikelen bevat die verwijzen naar het Verdrag van Rome (zie volgend punt) en twee artikelen die oorspronkelijk opgenomen waren in Deel IV van de Grondwet, met betrekking tot twee vereenvoudigde herzieningsprocedures. Titel XI is gelijkaardig aan de rest van Deel IV van de Grondwet.

- Het Verdrag van Rome (Het Verdrag over de Europese Gemeenschap) amenderen zodat de meeste elementen uit Deel III van de Europese Grondwet er in opgenomen worden, inclusief de exclusieve rechtspersoonlijkheid van de Unie en het wegvallen van de pijlerstructuur. Om juridische verwarring te vermijden, zouden de woorden "Europese Gemeenschap" vervangen worden door "Europese Unie" in het Verdrag. De Intergouvernementele conferentie beschikt ook over de mogelijkheid om het Verdrag een nieuwe naam te geven, zoals dat voorheen reeds gebeurde bij het Verdrag van Maastricht. Het Verdrag van Rome moet geamendeerd worden door middel van twee protocollen die verbonden zijn met het nieuwe verdrag:
  - A Protocol betreffende de werking van de Unie, dat institutionele veranderingen bevat
  - B Protocol betreffende de ontwikkeling van het beleid van de Unie, teneinde de uitdagingen van de 21e eeuw te realiseren, dat de nieuwe elementen van de Europese Grondwet omvat.

- Verwijzen naar het bestaande Handvest van de fundamentele rechten van de Europese Unie in artikel 8 van het nieuwe Verdrag betreffende de Europese Unie, waardoor het juridisch bindend wordt. Artikel I-9 van de Europese Grondwet verwees op gelijkaardige wijze naar Deel II van de grondwet. Het handvest zal vernieuwd worden in overeenstemming met de versie die opgenomen is in Deel II van de Europese Grondwet, dat licht verschilt van het oorspronkelijke handvest.

Deze aanpassingen impliceren dat het nieuwe Verdrag betreffende de Europese Unie het raamwerk van de Europese Unie zal definiëren, terwijl het geammendeerde Verdrag over de Europese Gemeenschap de legislatieve aspecten zal omvatten, zal definiëren wat de beleidsdomeinen van de Unie zijn en welke beslissingsprocedure er moet gevolgd worden in een bepaald beleidsdomein. Beide verdragen zouden in principe dezelfde juridische waarde hebben, zoals ook reeds het geval is bij het Verdrag betreffende de Europese Unie en het Verdrag over de Europese Gemeenschap. Bovendien zou ook het Handvest van de Fundamentele Rechten dezelfde juridische waarde krijgen als de twee andere verdragen.

### Verschillen tussen het nieuwe Verdrag betreffende de Europese Unie en de Europese Grondwet
Titels I tot en met IX van het nieuwe Verdrag zijn letterlijk overgenomen van Deel I van de Europese Grondwet, met enkel de volgende aanpassingen:
- De Preambule van de Europese Grondwet, evenals Artikel I-1 (Instelling van de Unie) en Artikel I-8 (De symbolen van de Unie), worden niet overgenomen omwille van hun constitutioneel karakter. Artikel 1 van het nieuwe Verdrag zou een artikel worden dat vergelijkbaar is met het eerste artikel van het huidige Verdrag betreffende de Europese Unie. De relatief lange preambule van de Europese Grondwet zou vervangen worden door een zin die de behoefte aan het nieuwe verdrag verduidelijkt en mogelijk ook verwijst naar de Verklaring van Berlijn van 27 maart 2007.

- Een bijkomende paragraaf wordt toegevoegd aan sectie 1 van artikel 8 van het nieuwe Verdrag (Het artikel dat overeenstemt met artikel I-9 van de Europese Grondwet), dat aangeeft dat wanneer het nieuwe Verdrag van kracht wordt, het Handvest van de Fundamentele Rechten ook juridisch bindend wordt.

- Verwijzingen naar andere artikelen in de oorspronkelijke tekst van de Europese Grondwet worden vervangen door verwijzingen naar de nieuwe plaatsen van de artikelen, namelijk in het nieuwe Verdrag betreffende de Europese Unie, in het geamendeerde Verdrag van Rome en in het Handvest van de Fundamentele Rechten.

Bovendien blijft het artikel betreffende de minister van Buitenlandse Zaken van de Europese Unie behouden in het nieuwe Verdrag (Artikel I-28 van de Europese Grondwet, Artikel 27 van het nieuwe Verdrag), maar de Amato-groep heeft aangegeven dat het geen probleem ziet in een naamsverandering voor deze functie.